# Leon Richardson
Leon Richardson (nascido em 12 de fevereiro de 1957) é um ex-ciclista olímpico antiguano. Richardson representou sua nação em dois eventos nos Jogos Olímpicos de Verão de 1984, em Los Angeles.